# 2019年モナコグランプリ
2019年モナコグランプリ (2019 Monaco Grand Prix) は、2019年のF1世界選手権第6戦として、2019年5月26日にモンテカルロ市街地コースで開催された。
正式名称は「FORMULA 1 GRAND PRIX DE MONACO 2019」。

## レース前
本レースでピレリが用意するドライタイヤのコンパウンドは、ハード（白）：C3、ミディアム（黄）：C4、ソフト（赤）：C5の最も柔らかい組み合わせ。最もコンパウンドの柔らかいC5が初めて使用される。
レース開催を前に、ヌーベルシケインを始めとしたコースの約3分の2で路面の再舗装を行った。
1975年・1977年・1984年のドライバーズチャンピオンで、メルセデスのノンエグゼクティブチェアマンを務めるニキ・ラウダが5月20日に急逝。享年70。メルセデスはラウダの死を悼み、W10のノーズに「Danke Niki（ありがとう、ニキ）」というロゴを入れ、マシンに散りばめられたスリーポインテッド・スターのひとつを赤くし、土曜のFP3以降はHaloの上面も赤に染め、「Niki we miss you（ニキ、あなたがいなくて寂しいです）」のメッセージが入れられた。メルセデス以外のチームやドライバーもラウダに弔意を示し、セバスチャン・ベッテルはラウダが2度のチャンピオンを獲得したフェラーリ時代のヘルメットを模したデザインを使用する。レッドブルとトロ・ロッソも「Danke Niki」のロゴとラウダの写真をマシンにペイントした。ラウダの死に深いショックを受けたルイス・ハミルトンは、水曜日のFIA記者会見を急遽欠席（チームメイトのバルテリ・ボッタスが代わりに出席）した。この行為にラウダの元チームメイトだったジョン・ワトソンは、「感傷的すぎる」とハミルトンを非難した。F1を運営するリバティメディアは、決勝前にラウダの追悼セレモニーを行うことを決定した。
母国グランプリを迎えるシャルル・ルクレールは、ヘルメットに亡き父のエルヴェと親友のジュール・ビアンキのデザインを半分ずつ採用した特別デザインを使用する。
フェラーリは、前戦スペインGPでワークスのみ使用した新スペックのエンジン(ICE)を、カスタマーのハースとアルファロメオにも投入した。
記録
- メルセデスは開幕から1-2フィニッシュを5戦連続で達成しているが、本レースでも1-2フィニッシュを果たした場合、連続1-2フィニッシュのF1記録を更新する[11][注 2]。
- キミ・ライコネンがF1通算300戦目[注 3]を迎える[12]。

## エントリーリスト
前戦スペインGPから変更なし。

## フリー走行
木曜午前のFP1は、メルセデス勢が序盤から速さを発揮していく。18分過ぎ、テレメトリーと無線に不具合が出たハースの2台に黒旗が出された。トップタイムはルイス・ハミルトンの1分12秒106で、マックス・フェルスタッペンが2番手に食い込んだ。カルロス・サインツJr.はERSにトラブルが発生したため、タイムを計測できなかった。マクラーレンはFP2を前に2基目のエナジーストア（バッテリー、ES）に交換した。
木曜午後のFP2も、メルセデス勢が終始他車を圧倒。序盤はミディアムタイヤでも唯一1分11秒台で1-2位を独占した。セバスチャン・ベッテルがソフトタイヤでトップに立ったものの、すぐにバルテリ・ボッタスがソフトタイヤでトップタイムを更新。ハミルトンはタイムがまとまらず苦しんだが、それでも最終的にボッタスのタイムを上回る1分11秒118のトップタイムを出した。メルセデス勢は3位のベッテルに0.7秒以上の差を付けた。
土曜午前のFP3では、開始17分にベッテルがターン1でクラッシュし、バーチャルセーフティカー(VSC)が導入された。チームメイトのシャルル・ルクレールは1分11秒265のトップタイムをマークしたものの、FP2のメルセデス勢のタイムには及ばず、VSC導入中にFIA指定のECUによって設定された最小区間タイムを超過したため、戒告処分を受けた。
またフリー走行では、フェラーリ勢とハミルトンがピットレーンの制限速度を超過したことにより、罰金ペナルティを受けた。

## 予選
2019年5月25日 15:00 CEST(UTC+2)
ルイス・ハミルトンが去年のダニエル・リカルドの記録を更新する1分10秒166でポールポジションを獲得し、2位に終わったバルテリ・ボッタスの4連続ポールポジションを阻止した。ポールポジションを決めたハミルトンは無線で感情を爆発させ、さらには目頭を押さえた。そしてマシンを降りると再び感情を爆発させてスタンドに駆け寄り、金網によじ登って喜びをファンと分かち合った。これによりメルセデス勢は4戦連続でフロントローを独占し、連続1-2フィニッシュのF1記録更新がさらに現実味を帯びてきた。ホンダPU搭載ドライバーは全員Q3進出を果たし、レッドブルのマックス・フェルスタッペンがメルセデス勢に続く3番手、ピエール・ガスリーが5番手（Q2でロマン・グロージャンのアタックを妨害したため8番グリッドに降格）、トロ・ロッソのダニール・クビアトが8番手（ガスリーのペナルティにより7番グリッドへ繰り上がり）、アレクサンダー・アルボンが10番手となった。一方、フェラーリ勢はセバスチャン・ベッテルが4番手を得るのがやっとで、地元のレースを迎えたシャルル・ルクレールは、2度目のタイムアタックをさせなかったチームの判断が裏目に出て16番手に終わり、Q1敗退を喫した。なお、アントニオ・ジョヴィナッツィがQ1でニコ・ヒュルケンベルグの走行を妨害したため3グリッド降格のペナルティを受けたことにより、ルクレールは15番グリッドへ繰り上がった。

### 結果
| 順位                | No. | ドライバー                   | コンストラクター                   | Q1       | Q2       | Q3       | Grid |
| ------------------- | --- | ---------------------------- | ---------------------------------- | -------- | -------- | -------- | ---- |
| 1                   | 44  | ルイス・ハミルトン           | メルセデス                         | 1:11.542 | 1:10.835 | 1:10.166 | 1    |
| 2                   | 77  | バルテリ・ボッタス           | メルセデス                         | 1:11.562 | 1:10.701 | 1:10.252 | 2    |
| 3                   | 33  | マックス・フェルスタッペン   | レッドブル-ホンダ                  | 1:11.597 | 1:10.618 | 1:10.641 | 3    |
| 4                   | 5   | セバスチャン・ベッテル       | フェラーリ                         | 1:11.434 | 1:11.227 | 1:10.947 | 4    |
| 5                   | 10  | ピエール・ガスリー           | レッドブル-ホンダ                  | 1:11.740 | 1:11.457 | 1:11.041 | 8 1  |
| 6                   | 20  | ケビン・マグヌッセン         | ハース-フェラーリ                  | 1:11.865 | 1:11.363 | 1:11.109 | 5    |
| 7                   | 3   | ダニエル・リカルド           | ルノー                             | 1:11.767 | 1:11.543 | 1:11.218 | 6    |
| 8                   | 26  | ダニール・クビアト           | トロ・ロッソ-ホンダ                | 1:11.602 | 1:11.412 | 1:11.271 | 7    |
| 9                   | 55  | カルロス・サインツ           | マクラーレン-ルノー                | 1:11.872 | 1:11.608 | 1:11.417 | 9    |
| 10                  | 23  | アレクサンダー・アルボン     | トロ・ロッソ-ホンダ                | 1:12.007 | 1:11.429 | 1:11.653 | 10   |
| 11                  | 27  | ニコ・ヒュルケンベルグ       | ルノー                             | 1:12.097 | 1:11.670 |          | 11   |
| 12                  | 4   | ランド・ノリス               | マクラーレン-ルノー                | 1:11.845 | 1:11.724 |          | 12   |
| 13                  | 8   | ロマン・グロージャン         | ハース-フェラーリ                  | 1:11.837 | 1:12.027 |          | 13   |
| 14                  | 7   | キミ・ライコネン             | アルファロメオ-フェラーリ          | 1:11.993 | 1:12.115 |          | 14   |
| 15                  | 99  | アントニオ・ジョヴィナッツィ | アルファロメオ-フェラーリ          | 1:11.976 | 1:12.185 |          | 18 2 |
| 16                  | 16  | シャルル・ルクレール         | フェラーリ                         | 1:12.149 |          |          | 15   |
| 17                  | 11  | セルジオ・ペレス             | レーシング・ポイント-BWTメルセデス | 1:12.233 |          |          | 16   |
| 18                  | 18  | ランス・ストロール           | レーシング・ポイント-BWTメルセデス | 1:12.846 |          |          | 17   |
| 19                  | 63  | ジョージ・ラッセル           | ウィリアムズ-メルセデス            | 1:13.477 |          |          | 19   |
| 20                  | 88  | ロバート・クビサ             | ウィリアムズ-メルセデス            | 1:13.751 |          |          | 20   |
| 107% time: 1:16.434 |     |                              |                                    |          |          |          |      |
| ソース:             |     |                              |                                    |          |          |          |      |

追記
- ^1 - ガスリーはQ2でグロージャンの走行を妨害したため、3グリッド降格とペナルティポイント1点が加算された（合計3点）[30][24]
- ^2 - ジョヴィナッツィはQ1でヒュルケンベルグの走行を妨害したため、3グリッド降格とペナルティポイント1点が加算された（合計1点）[31][24]

## 決勝
2019年5月26日 15:10 CEST(UTC+2)
ポールポジションのルイス・ハミルトン（メルセデス）がチームのタイヤ選択により苦しみながらも、真後ろにいたマックス・フェルスタッペン(レッドブル)の追撃を凌ぎ切ってポールトゥウィンを達成した。2位はセバスチャン・ベッテルであり、ハミルトンのチームメイトであるバルテリ・ボッタス（メルセデス）は不運による追加のタイヤ交換を実施した影響で3位となったため、メルセデスによる開幕戦からの連続ワンツーフィニッシュは5で途絶えた。

### 展開
スタート前、70歳で亡くなった3度のF1ワールドチャンピオン、ニキ・ラウダに対し、1分間の黙祷が捧げられた。
スタートタイヤはソフトが多数派ではあるが、ニコ・ヒュルケンベルグ（ルノー）やシャルル・ルクレール、レーシングポイントとウィリアムズの7台がミディアムでのスタートを選んだ。
レースがスタート。1周目に大きな混乱はなく、上位4台のオーダーに変化はなかった。
後方からのスタートとなったルクレールだが、各所で果敢にオーバーテイクを仕掛け、8周目には12番手に浮上した。しかし、9周目のラスカスでヒュルケンベルグのインに飛び込んだ際、リアの部分がガードレールに軽く接触。当初は問題ないと思いそのままコースへ復帰したが、その後に接触の影響からタイヤをバーストさせ、フロアにダメージを負い、コース上にデブリをまき散らした。
11周目、ルクレールのマシンから飛散したデブリを処理するため、セーフティカーが導入された。
このタイミングで上位陣が動いた。まず、ハミルトンがピットインしミディアムへ交換。一方、セバスチャン・ベッテル（フェラーリ）とフェルスタッペンはハードへ交換。一方でハミルトンと同周回でピットインしたボッタスだったが、ダブルストップの影響によるタイムロスのせいなのか、ギリギリのタイミングでフェルスタッペンに前へ出られてしまった。だが、かなり際どいタイミングでボッタスの前に立ったフェルスタッペンだが、ボッタスに幅寄せする形で復帰してしまい、彼のマシンからパーツが飛散する事態を招いてしまったため、これがアンセーフリリースと判定され、5秒のタイムペナルティが科せられてしまった。この際、ボッタスは翌周、再度ピットインし、交換したばかりのミディアムをハードに交換して、4番手でコースに復帰した。これは急なレース戦略変更ではなく、フェルスタッペンとの接触でパーツが飛んだ映像が流れたように、右フロントタイヤの異常が確認されたため、急きょハードへ交換し、リスク回避を行ったことがレース後に判明した。
レースは15周目から再開。この周のラスカスでもアントニオ・ジョビナッツィ（アルファロメオ）とロバート・クビサ（ウイリアムズ）が接触しコースを塞ぐが、巻き込まれた各車は再発進し、イエローフラッグのみで対応。すぐコースクリアとなった。セーフティカー導入のきっかけとなったルクレールは最後尾まで落ち、18周目にはフロアのダメージによりマシンをガレージに収め、当レースで唯一のリタイア車なった。
上位陣では唯一ミディアムを履いたハミルトンだが、ペースが上がらない。レース後、タイヤの分析が甘く選択を間違えたことを認めた。一方でハードのフェルスタッペン-ベッテル-ボッタスが等間隔で追いかける展開となった。そんな中、フェルスタッペンはトップのハミルトンを抜いてタイムペナルティを帳消しにするべく奮闘。ハミルトンの後ろにぴったりとつけ、プレッシャーをかけ続け、チャンスをうかがう。
中団争いでは、セーフティカーラン中に早めのピットインを敢行したダニエル・リカルド（ルノー）、ケビン・マグヌッセン（ハース）らが、ソフトタイヤで引っ張るキミ・ライコネン（アルファロメオ）に引っかかってしまい、タイムを大きくロスした。一方でピットのタイミングを遅らせたトロロッソの2台は、彼らの前かつ入賞圏内で復帰した。
ハミルトンは無線で繰り返しタイヤの不調とハードへの交換を訴えるが、チームは彼にステイアウトするよう指示。ハミルトンはそれに難色を示したが、フェルスタッペンから首位を守り続ける。
レースは最終盤を迎え、残り10周を迎える。フェルスタッペンはエンジンモードを変更し、さらにハミルトンにプレッシャーをかける。フェアモント・ヘアピン付近ではかなり近づくものの、ポルティエでハミルトンに引き離される展開となり、ヌーベルでのオーバーテイクに必要な距離に持ち込めない。
しかし、76周目、フェルスタッペンが勝負し、ついにヌーベルでハミルトンのインに飛び込むが、オーバーテイクには至らず。2台は軽く接触してしまった他、ハミルトンはシケインをショートカットするもお咎めなしとなった。
ハミルトンは最後までタイヤを保たせることに成功しトップでチェッカー。今季4勝目を挙げた。最後までハミルトンを追い回し苦しめたフェルスタッペンだったが、2戦連続でドライバー・オフ・ザ・デーに選出されるも5秒ペナルティの影響で4位に降格となり、ベッテルが2位、ボッタスが3位にそれぞれ昇格という表彰台となった。なお、これでメルセデスの開幕からの連続ワンツーフィニッシュ記録が5で途絶えた。
5位はピエール・ガスリー(レッドブル)。彼は終盤にソフトに交換しファステストラップを記録したため、ハミルトンのグランドスラム達成とはならなかった。今季2度目のボーナスポイント獲得となった。“ベスト・オブ・ザ・レスト”は6位のカルロス・サインツJr.（マクラーレン）となった。
トロロッソ・ホンダの2台はダニール・クビアトが7位、アレクサンダー・アルボンが8位となり、チームとしては今季初のダブル入賞となった。それと同時に、ホンダパワーユニット勢は全員入賞し、4台同時入賞は1987年イギリスGP以来の記録となった。以下9位リカルド、10位ロマン・グロージャン（ハース）までが入賞となった。

### 結果
| 順位    | No. | ドライバー                     | コンストラクター                   | 周回数 | タイム/リタイア原因 | Grid | Pts. |
| ------- | --- | ------------------------------ | ---------------------------------- | ------ | ------------------- | ---- | ---- |
| 1       | 44  | ルイス・ハミルトン             | メルセデス                         | 78     | 1:43:28.437         | 1    | 25   |
| 2       | 5   | セバスチャン・ベッテル         | フェラーリ                         | 78     | +2.602              | 4    | 18   |
| 3       | 77  | バルテリ・ボッタス             | メルセデス                         | 78     | +3.162              | 2    | 15   |
| 4       | 33  | マックス・フェルスタッペン     | レッドブル-ホンダ                  | 78     | +5.537 1            | 3    | 12   |
| 5       | 10  | ピエール・ガスリー             | レッドブル-ホンダ                  | 78     | +9.946              | 8    | 11 2 |
| 6       | 55  | カルロス・サインツ             | マクラーレン-ルノー                | 78     | +53.454             | 9    | 8    |
| 7       | 26  | ダニール・クビアト             | トロ・ロッソ-ホンダ                | 78     | +54.574             | 7    | 6    |
| 8       | 23  | アレクサンダー・アルボン       | トロ・ロッソ-ホンダ                | 78     | +55.200             | 10   | 4    |
| 9       | 3   | ダニエル・リカルド             | ルノー                             | 78     | +1:00.894           | 6    | 2    |
| 10      | 8   | ロマン・グロージャン           | ハース-フェラーリ                  | 78     | +1:01.034 3         | 13   | 1    |
| 11      | 4   | ランド・ノリス                 | マクラーレン-ルノー                | 78     | +1:06.801           | 12   |      |
| 12      | 11  | セルジオ・ペレス               | レーシング・ポイント-BWTメルセデス | 77     | +1 Lap              | 16   |      |
| 13      | 27  | ニコ・ヒュルケンベルグ         | ルノー                             | 77     | +1 Lap              | 11   |      |
| 14      | 20  | ケビン・マグヌッセン           | ハース-フェラーリ                  | 77     | +1 Lap 4            | 5    |      |
| 15      | 63  | ジョージ・ラッセル             | ウィリアムズ-メルセデス            | 77     | +1 Lap              | 19   |      |
| 16      | 18  | ランス・ストロール             | レーシング・ポイント-BWTメルセデス | 77     | +1 Lap 5            | 17   |      |
| 17      | 7   | キミ・ライコネン               | アルファロメオ-フェラーリ          | 77     | +1 Lap              | 14   |      |
| 18      | 88  | ロバート・クビサ               | ウィリアムズ-メルセデス            | 77     | +1 Lap              | 20   |      |
| 19      | 99  | アントニオ・ジョヴィナッツィ 6 | アルファロメオ-フェラーリ          | 76     | +2 Laps             | 18   |      |
| Ret     | 16  | シャルル・ルクレール           | フェラーリ                         | 16     | 接触ダメージ        | 15   |      |
| ソース: |     |                                |                                    |        |                     |      |      |

ファステストラップ
- ピエール・ガスリー - 1:14.279（72周目）

ラップリーダー
- 1-78=ハミルトン（全周回トップ）

追記
- ^1 - フェルスタッペンはピットストップからのアンセーフリリースのため、5秒ペナルティとペナルティポイント2点が加算された（合計7点）。ペナルティをピットストップで消化しなかったためレースタイムに5秒加算され、2位から4位に降格[39][40]
- ^2 - ファステストラップの1点を含む
- ^3 - グロージャンはピット出口の白線を横断したため、5秒ペナルティとペナルティポイント1点が加算された（合計7点）。ペナルティをピットストップで消化しなかったためレースタイムに5秒加算され、9位から10位に降格[41][40]
- ^4 - マグヌッセンはペレスとのバトルの際、ターン10でコース外に出てアドバンテージを得たため、レース後に5秒ペナルティとペナルティポイント1点が加算された（合計1点）。このペナルティにより12位から14位に降格[42][40]
- ^5 - ストロールはターン10でコース外に出てアドバンテージを得たため、5秒ペナルティとペナルティポイント1点が加算された（合計8点）。ペナルティをピットストップで消化しなかったためレースタイムに5秒加算された（順位変動なし）[43][40]
- ^6 - ジョヴィナッツィはターン18でクビサと接触したため、10秒ペナルティ（ピットインで消化）とペナルティポイント2点が加算された（合計3点）[44]

## 第6戦終了時点のランキング
|         | 順位 | ドライバー                 | ポイント |
| ------- | ---- | -------------------------- | -------- |
|         | 1    | ルイス・ハミルトン         | 137      |
|         | 2    | バルテリ・ボッタス         | 120      |
| 1       | 3    | セバスチャン・ベッテル     | 82       |
| 1       | 4    | マックス・フェルスタッペン | 78       |
|         | 5    | シャルル・ルクレール       | 57       |
| ソース: |      |                            |          |

|         | 順位 | コンストラクター                   | ポイント |
| ------- | ---- | ---------------------------------- | -------- |
|         | 1    | メルセデス                         | 257      |
|         | 2    | フェラーリ                         | 139      |
|         | 3    | レッドブル-ホンダ                  | 110      |
|         | 4    | マクラーレン-ルノー                | 30       |
|         | 5    | レーシング・ポイント-BWTメルセデス | 17       |
| ソース: |      |                                    |          |

- 注：ドライバー、コンストラクター共にトップ5のみ表示。